# Дом-музей Узеира Гаджибекова (Шуша)
Дом-музей Узеира Гаджибекова (азерб. Üzeyir Hacıbəyovun ev-muzeyi) — расположенный в Шуше музей азербайджанского композитора, учёного-музыковеда, публициста, драматурга, педагога и общественного деятеля, основателя профессионального музыкального искусства современного Азербайджана и национальной оперы Узеира Гаджибекова.
Музей функционировал с 1959 по 1992 год. После занятия города армянскими вооружёнными силами прекратил свою деятельность. 136 экспонатов из 1700 были вывезены в Баку.
В сентябре 2024 года музей открыт после реставрации.

## История и описание
Дом, в котором прошли детские и юношеские годы композитора, был построен в XIX веке.
После смерти Узеира Гаджибекова 16 февраля 1949 года Совет министров Азербайджанской ССР принял постановление об увековечении его памяти. В пункте 4 постановления говорилось:

Поручить Управлению по делам искусств при Совете Министров Азербайджанской ССР создать квартиру-музей Гаджибекова в городе Баку по ул. Кецховели, д. №75 и в городе Шуша
Дом-музей начал функционировать в 1959 году при поддержке Академии наук Азербайджана, Музея истории Азербайджана, Министерства культуры и Фонда музыки. В 1978 году дом-музей был отремонтирован, во дворе был построен родниковый комплекс. 
В первое время музей состоял из 4 комнат. К столетию композитора, в 1985 году музей был расширен и превращён в мемориальный дом с двухэтажной и одноэтажной частями. Организации, находившиеся в подчинении Министерства культуры, в частности, Музей истории Азербайджана, передали дому-музею Гаджибекова ряд предметов, принадлежавших композитору. В музее также была установлена гипсовая статуя Гаджибекова. 
В 1985 году ЮНЕСКО широко отметила столетие Узеира Гаджибекова. Гости из многих стран посетили дом-музей Гаджибекова в Шуше, где были проведены юбилейные мероприятия. 

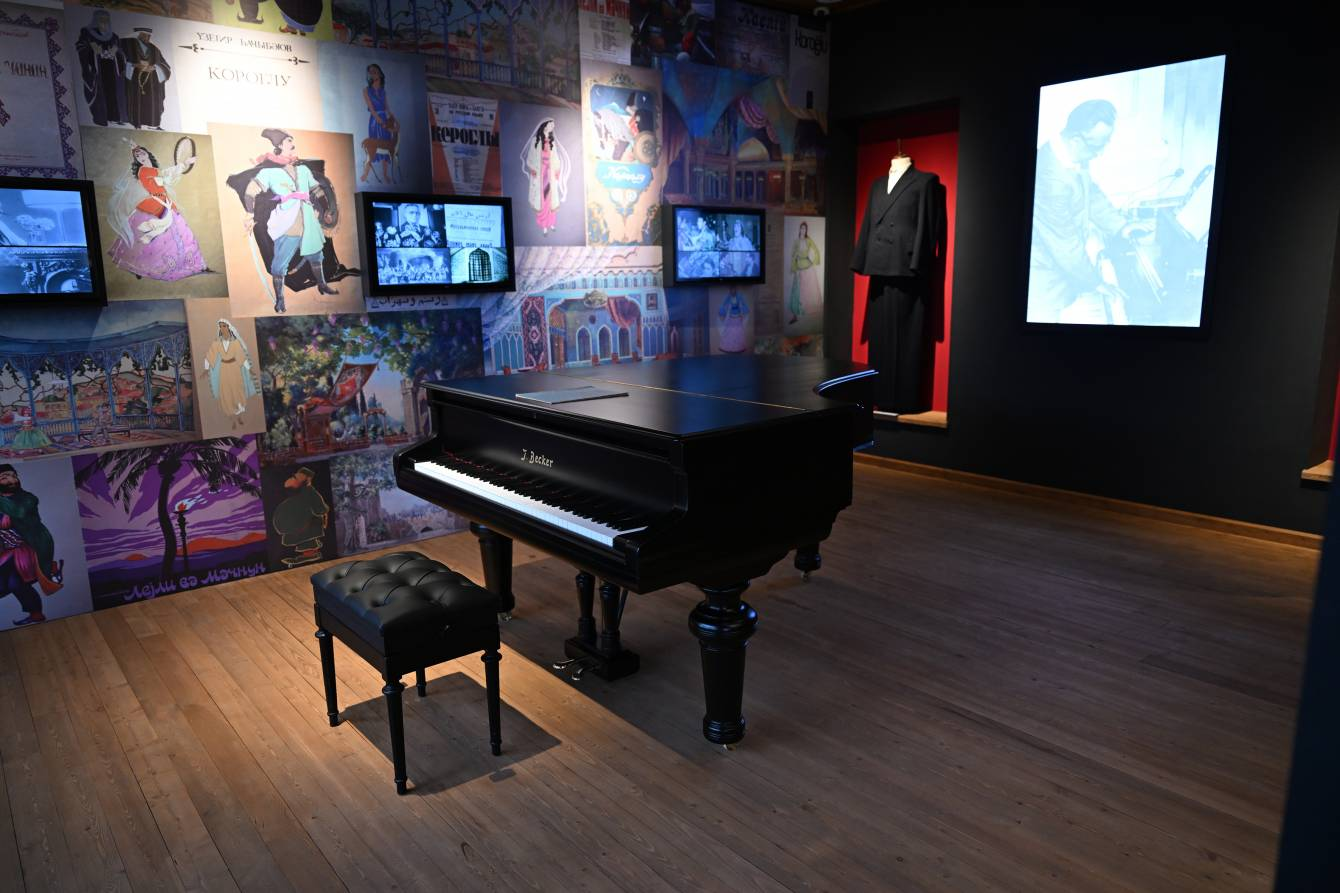
Сентябрь 2024

Музей действовал до взятия города Шуша в 1992 году вооружёнными силами непризнанной НКР. После этого музей продолжил свою деятельность в доме-музее Гаджибекова, расположенном в городе Баку.
Музей в Шуше был разрушен, многие экспонаты утеряны.
После возвращения 8 ноября 2020 года города Шуши под контроль Азербайджана, в 2021 году был утверждён проект реставрации дома-музея Узеира Гаджибекова.
В апреле 2022 года начаты реставрационные работы. Работы проведены в соответствии с историческим обликом здания.
19 сентября 2024 года музей открыт после реставрации.

## Экспозиция

### Первоначальная экспозиция
В музее были представлены ценные материалы, относящиеся к первым годам жизни Узеира Гаджибекова – экспонаты, касающиеся его студенческих лет, фотографии родственников и членов семьи, рукописи первых произведений, а также личные вещи композитора, отражающие его деятельность. 

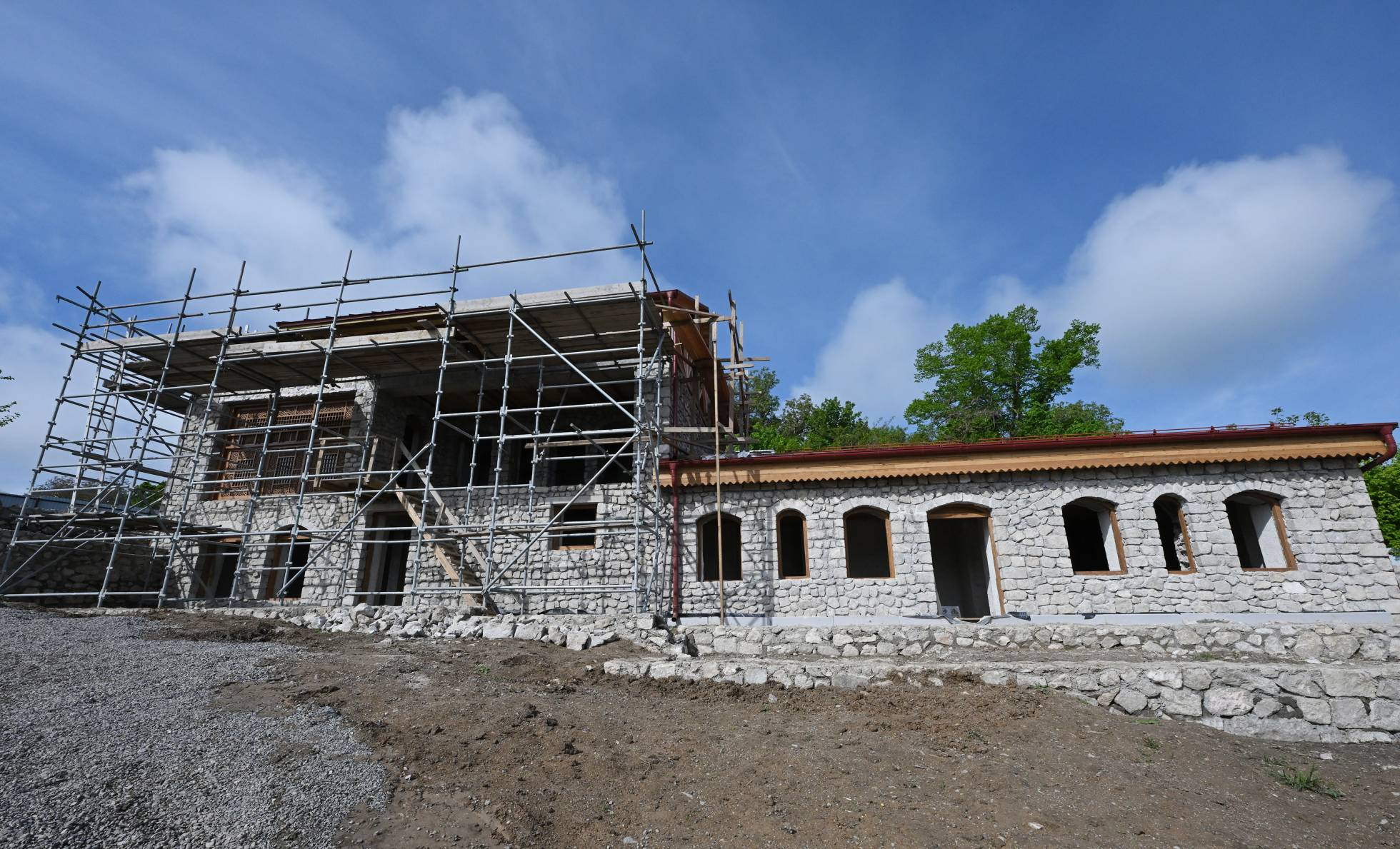
Во время реставрации 2024

Во второй, третьей и четвёртой комнатах были выставлены экспонаты, относящиеся к жизни и творчеству Гаджибекова в советский период. Во второй комнате была установлена статуя композитора.
До 1992 года в музее было около 1700 экспонатов. Из них 136 были вывезены в Баку.

### Экспозиция после реставрации
По окончании реставрационных работ в 2024 году, в музее создана новая экспозиция. Выставлены спасённые экспонаты.
На первом этаже в первом зале представлены документы, информация, другие экспонаты о семье, детстве Узеира Гаджибейли. Во втором зале представлены материалы о годах учёбы в Горийской учительской семинарии, педагогической деятельности, написанные им произведения и статьи. Вдоль стены отображён фрагмент нот романса «Сенсиз».
На втором этаже представлены афиши и программы премьерных постановок произведений, фотографии. Вдоль стен отображён фрагмент нот оперы «Кёроглы».
Одна из стен украшена коллажем из эскизов образов сценических произведений Гаджибейли, программ и афиш. Демонстрируются кадры из фильмов, посвященных Гаджибейли.

## Фотогалерея

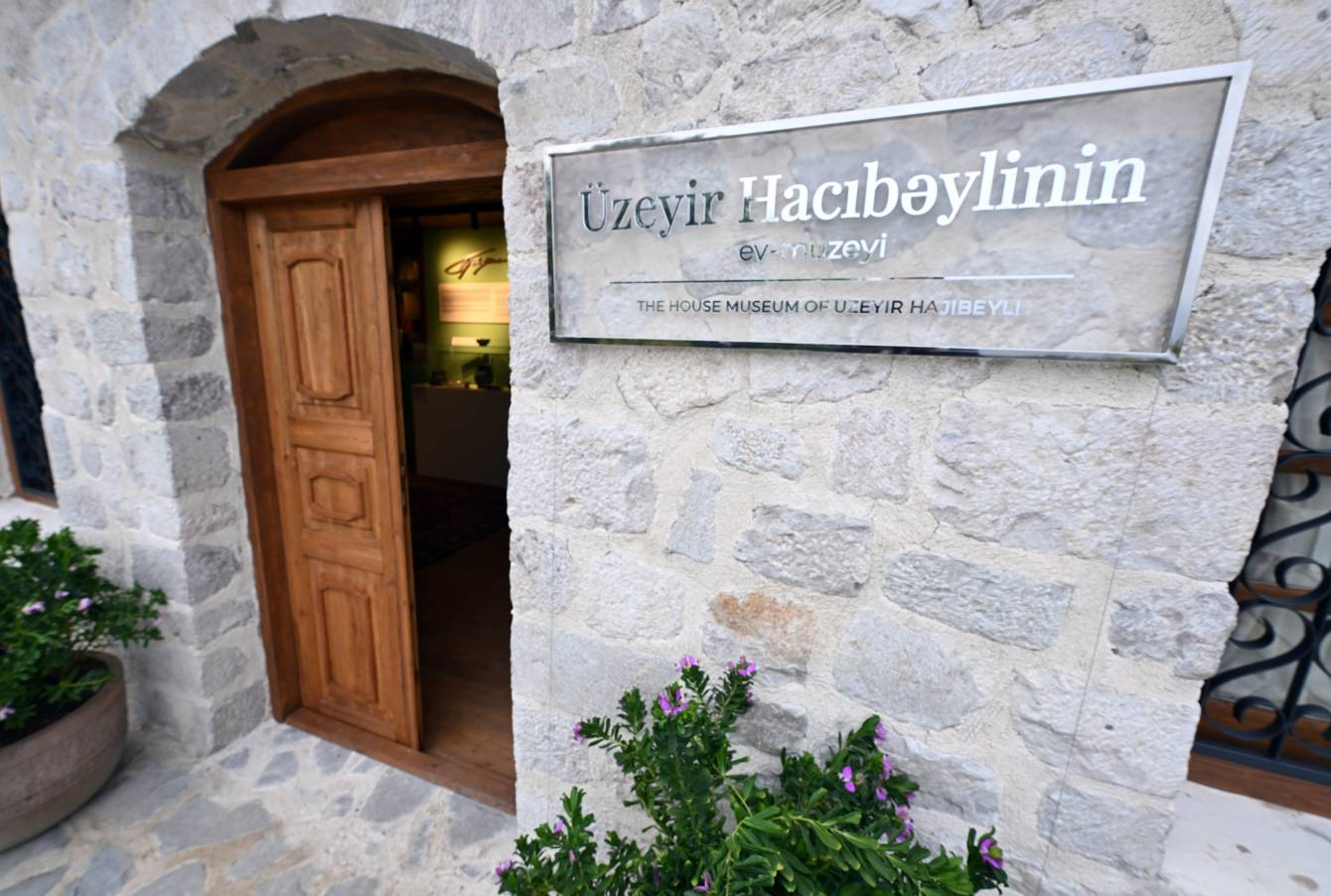
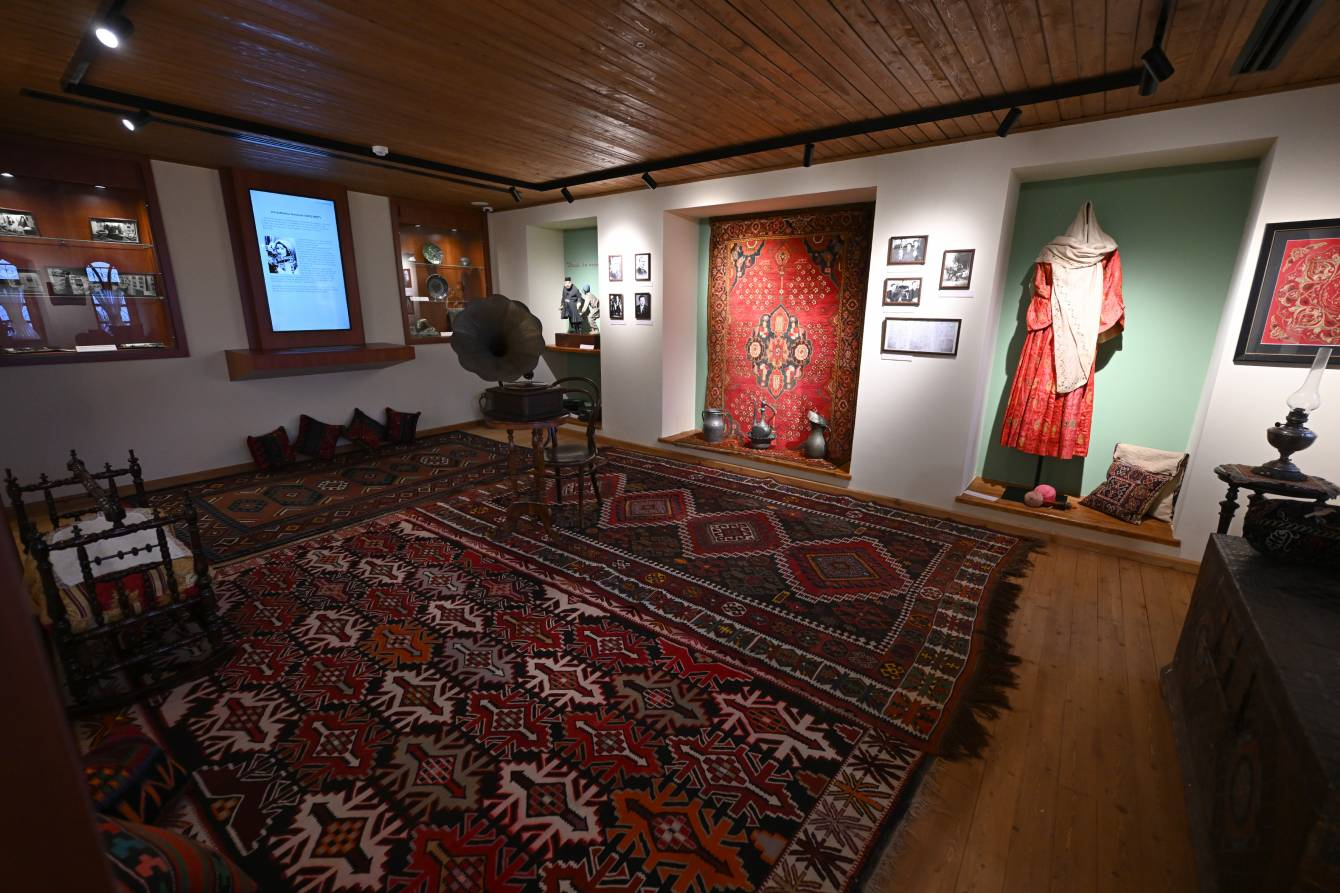
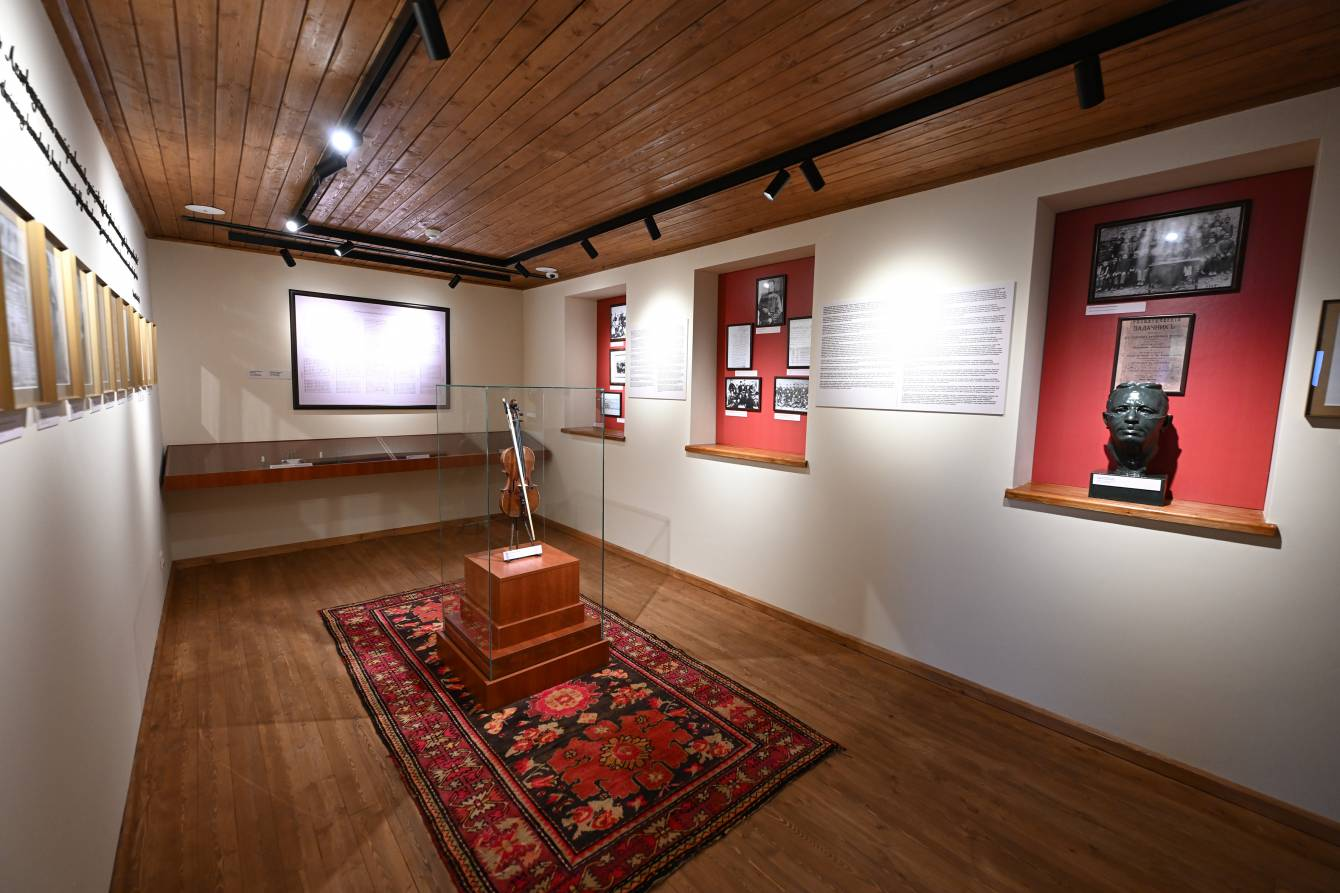
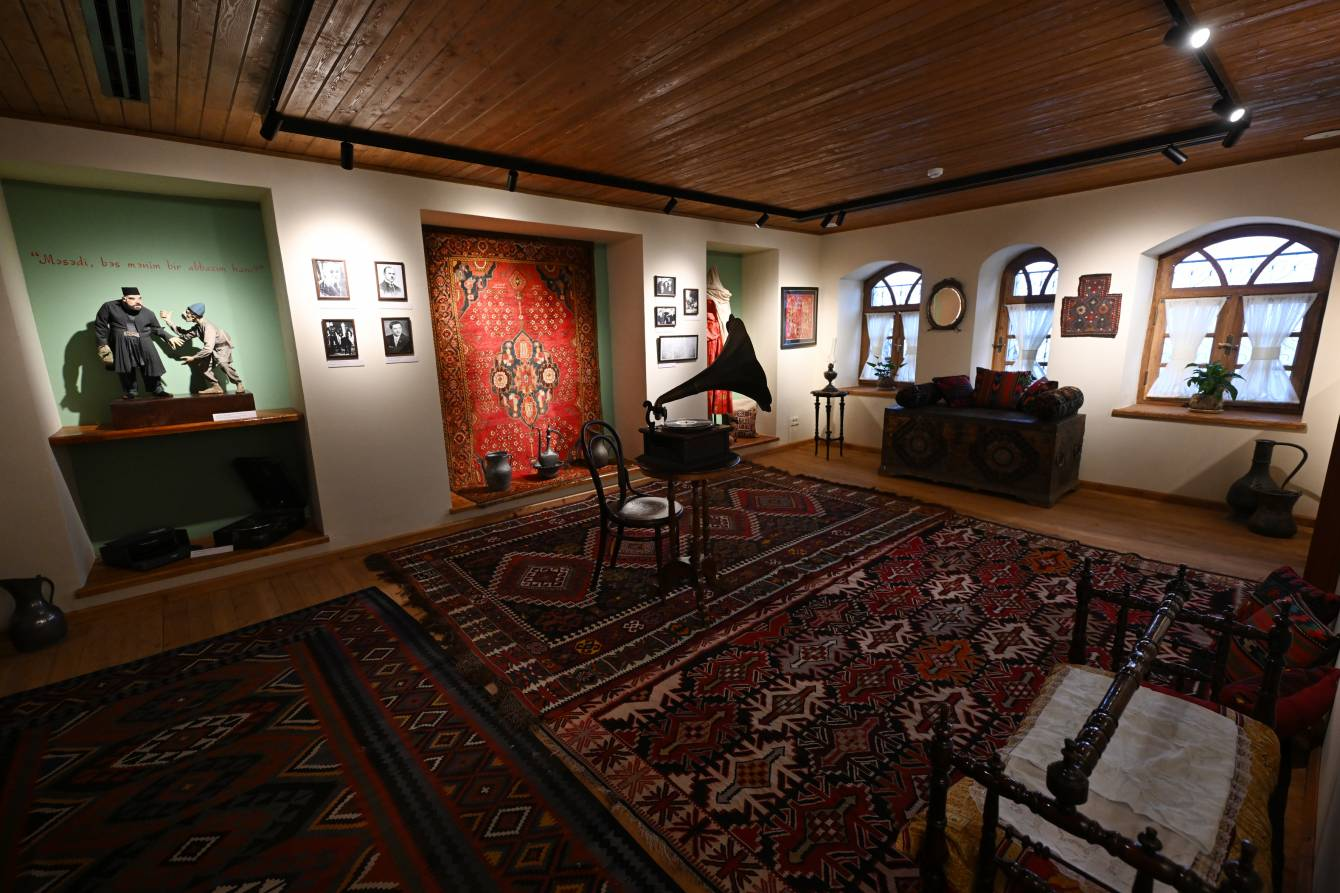
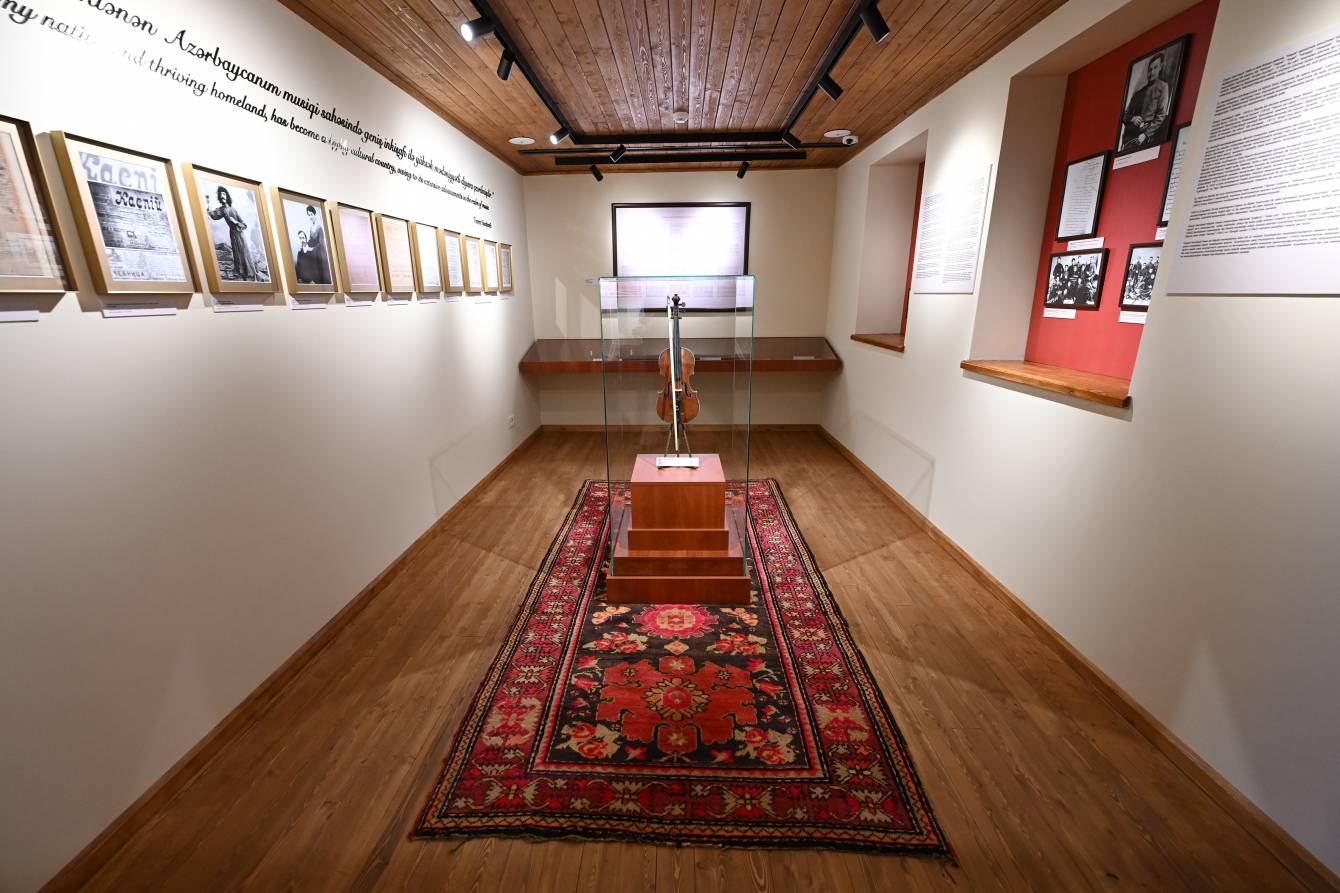

Здание музея, разрушенное с 1992 по 2020 годы:

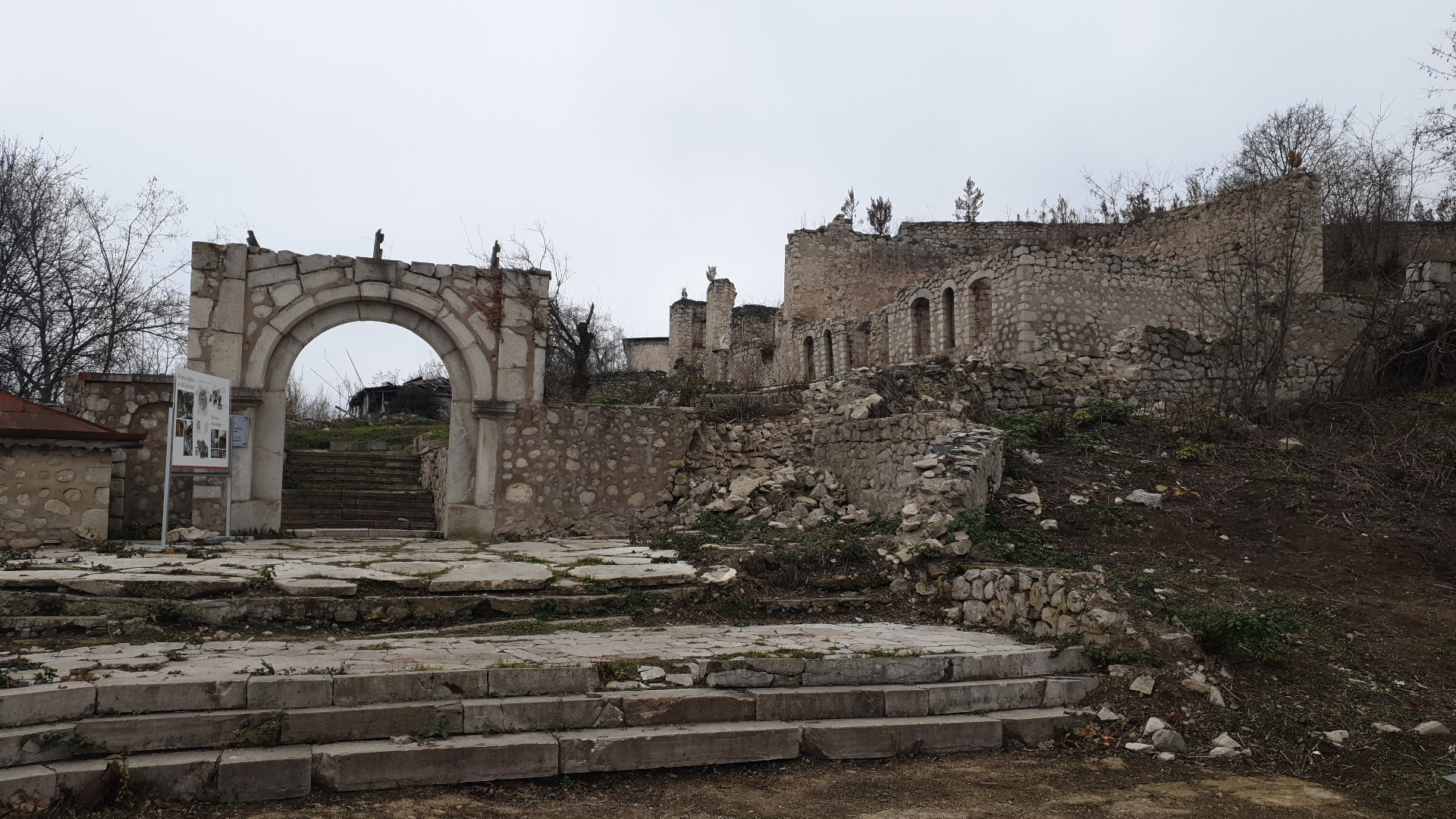
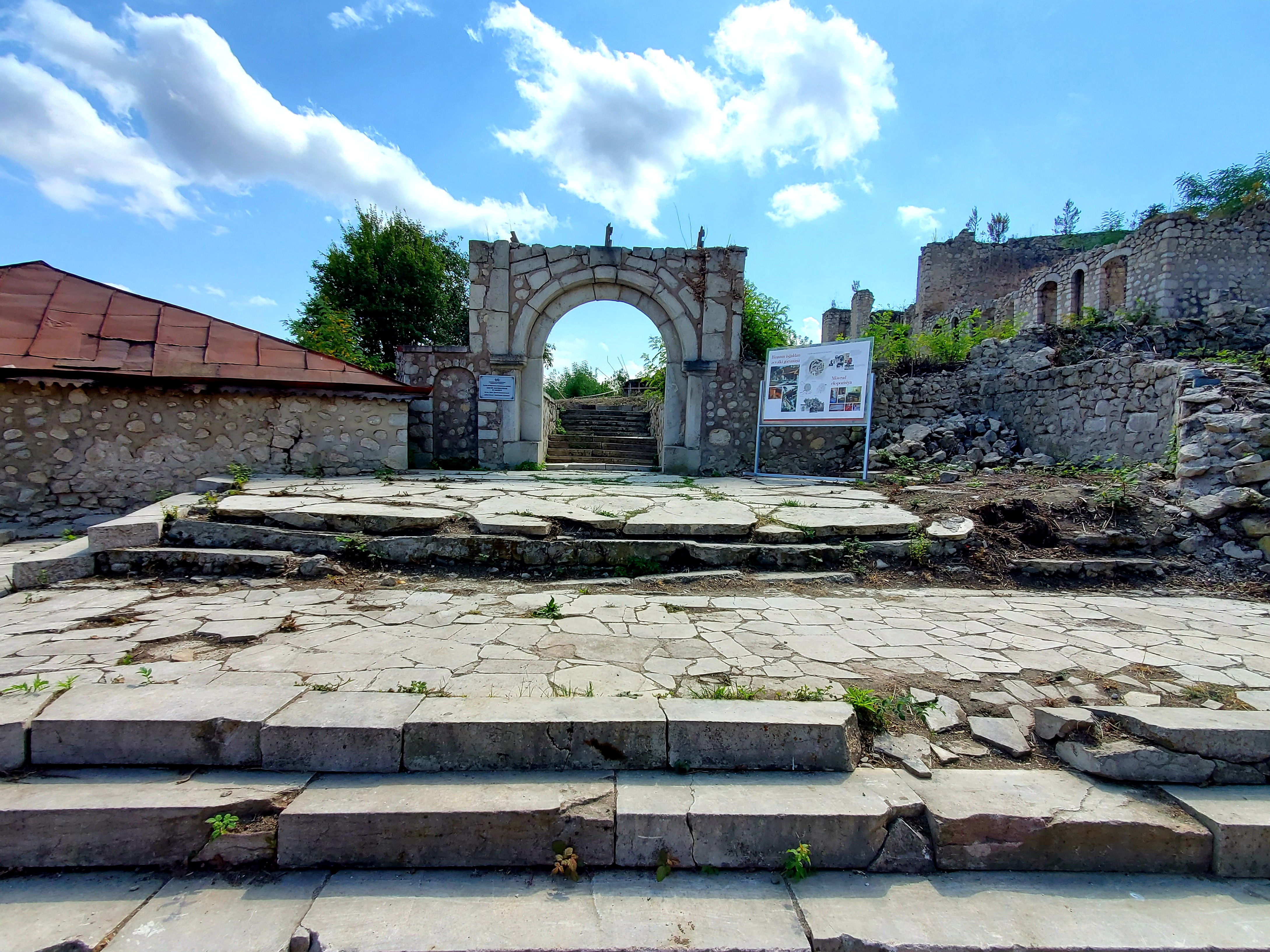
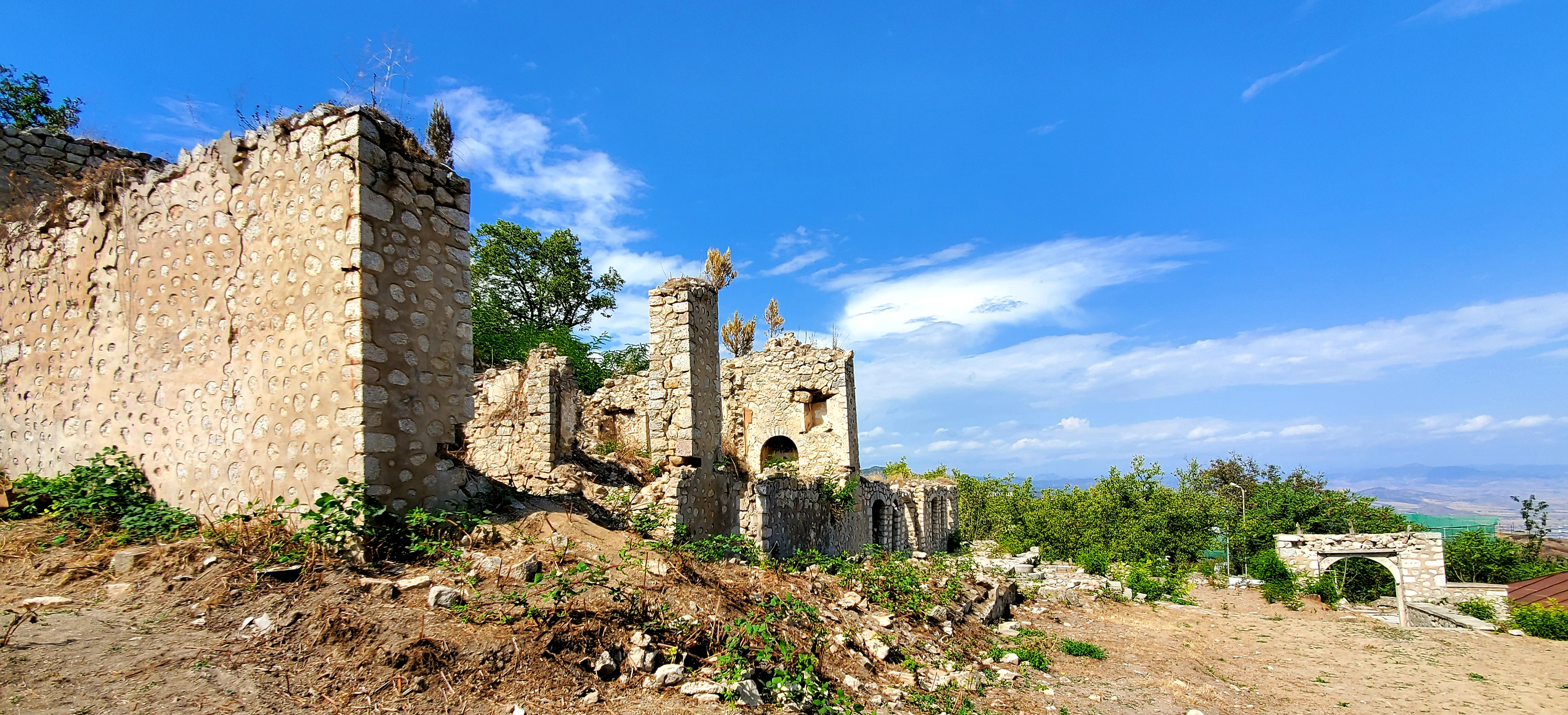
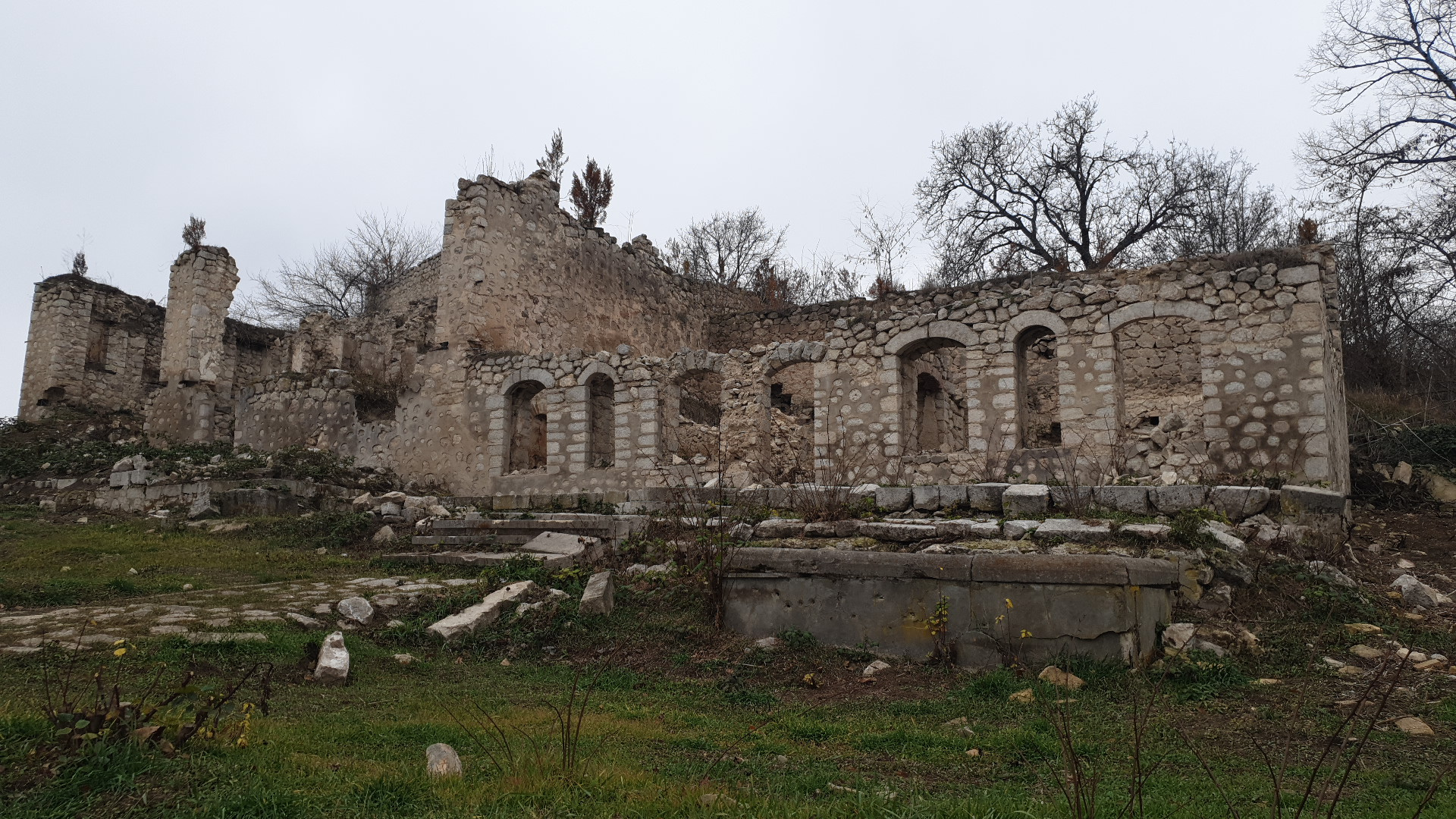
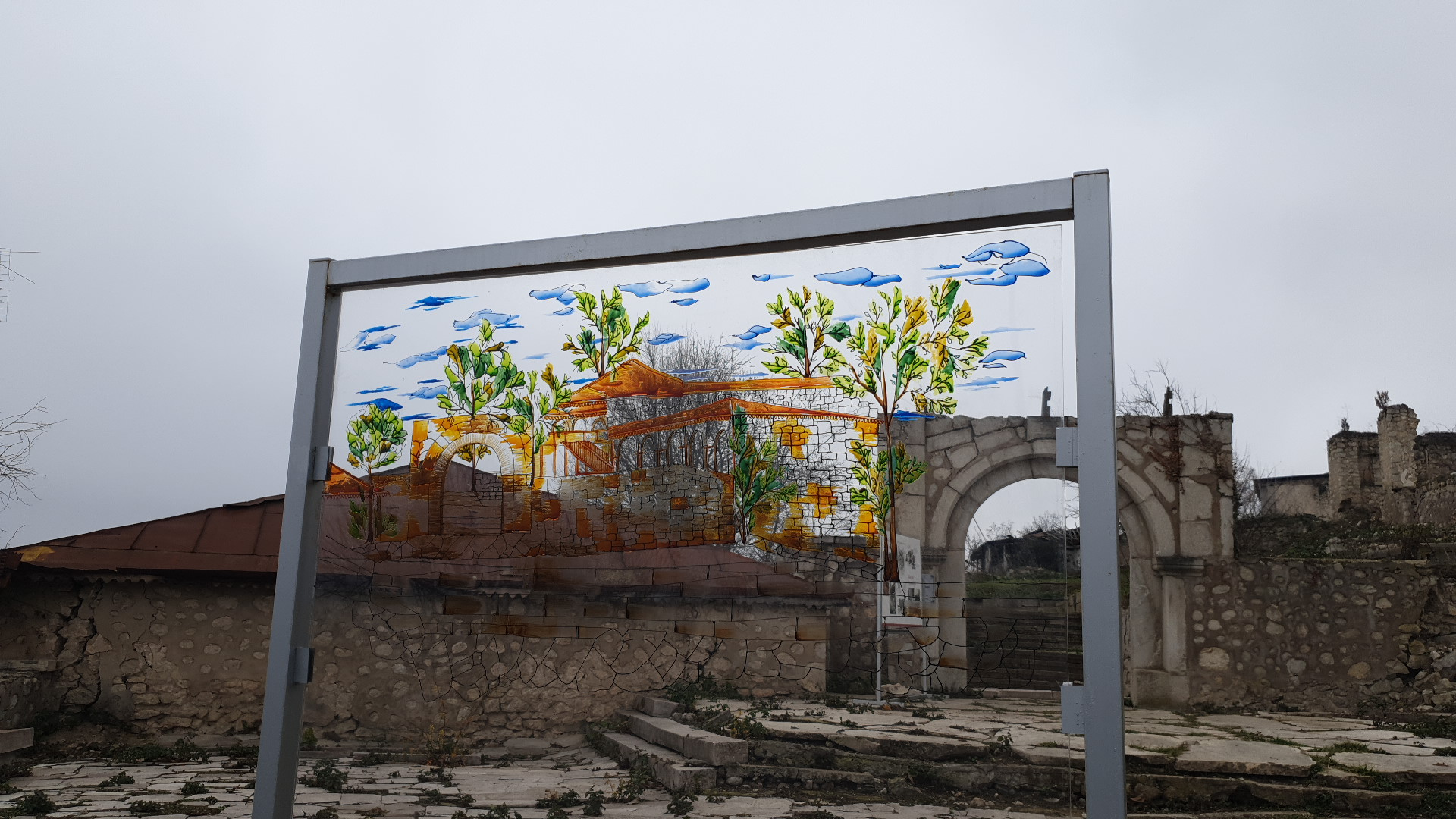
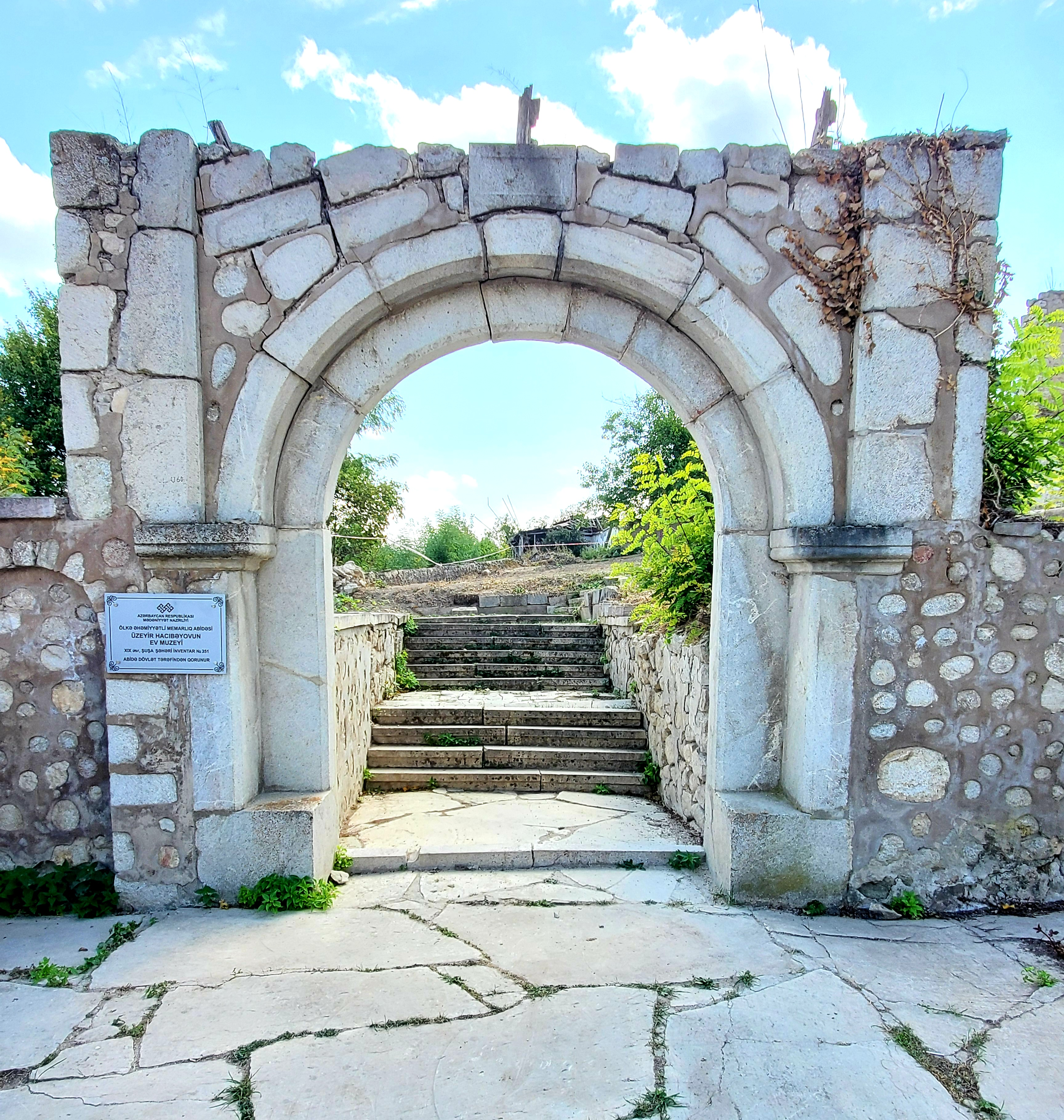
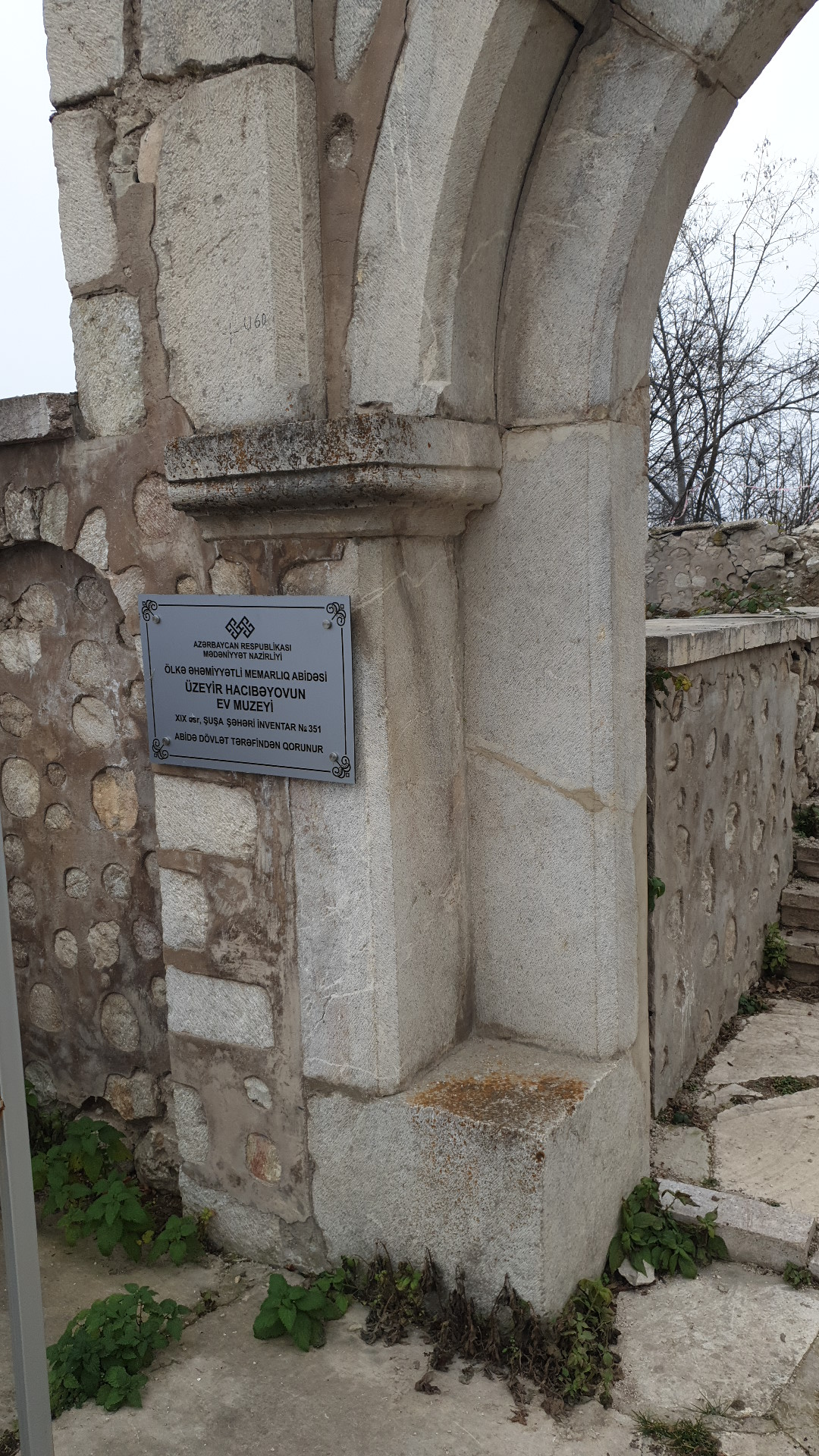
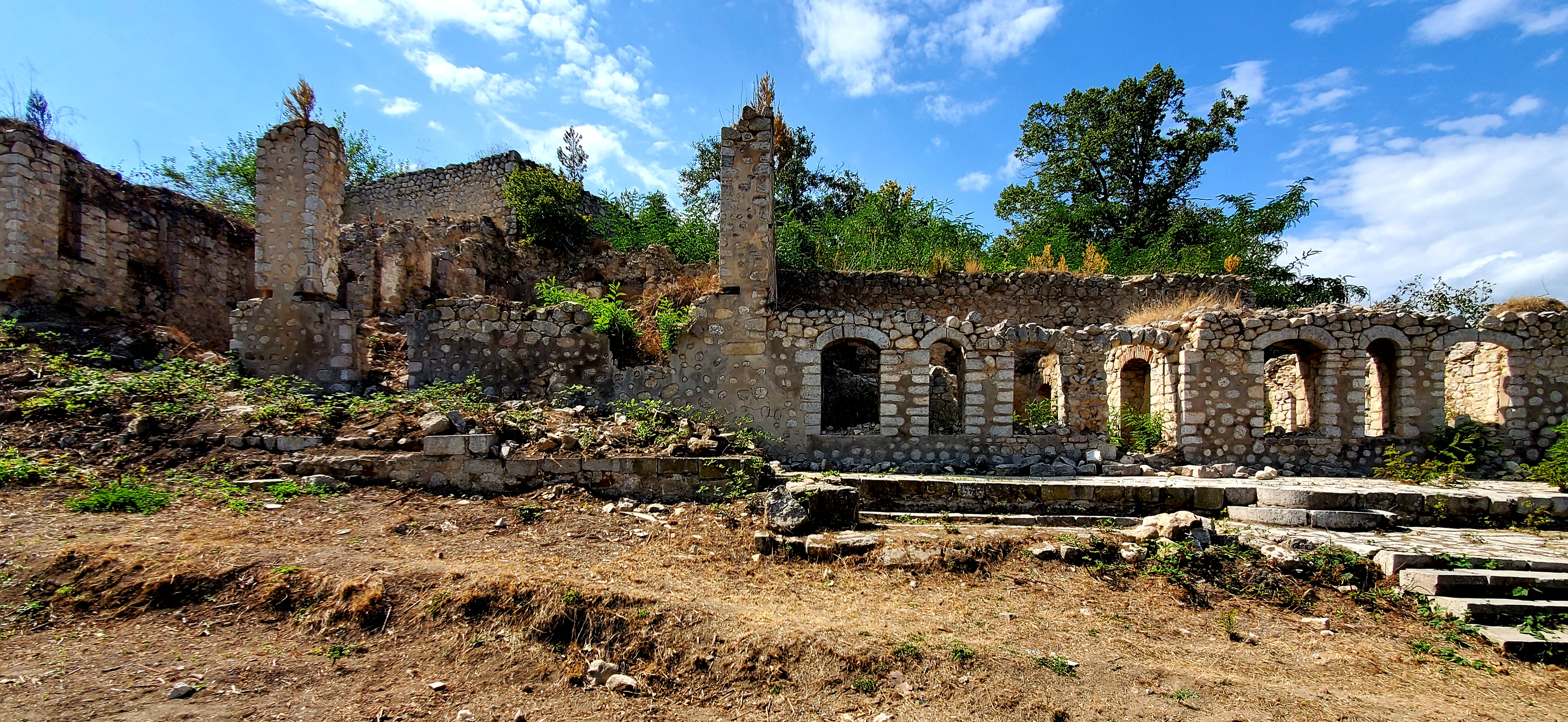

После реставрации 2024